# バラゴン
バラゴン (Baragon) は、東宝の怪獣映画『フランケンシュタイン対地底怪獣』などに登場する架空の怪獣。

## 特徴
シンプルで重厚ながら、怪獣としての怖さと動物としての愛嬌を併せ持ち、ゴジラ以外で東宝を代表する怪獣の1体に挙げられる。
死滅したと思われていた中生代の大爬虫類「バラナスドラゴン」の末裔とする資料もある。劇中ではなぜ「バラゴン」という名前がついているのかは説明がなく、初出の『フランケンシュタイン対地底怪獣』にて怪獣の接近を告げるボーエンが「バラゴン」と既知のように名前を出しているのが最初である。
前後肢の巨大な爪と、背中の重なり合った大きなひだを使い、自在に地中へ潜る。普段は前肢を地に付けて四足歩行するが、戦闘時には後ろ肢で立ち上がることもある。パグ犬にも似たやや寸詰まりの顔を持ち、額の中心からは大きな1本角が生えている。側頭部の後方左右には耳のような鰭があり、普段は頭部に沿って伏せられているが、興奮状態になると起き上がる。
また、初代のみ口から熱線を吐き、角が発光する。関連書籍などでは熱線は熱核光線、マグマ熱線や殺人光線、火炎とも表記される。
二本足で立ち上がる描写は少ないが、玩具などでは二本足で造形されることが多い。

## 登場作品
公開順。
- フランケンシュタイン対地底怪獣（1965年）
- 怪獣総進撃（1968年）
- ゴジラ・モスラ・キングギドラ 大怪獣総攻撃（2001年）

『ゴジラ FINAL WARS』（2004年）では過去の映像の流用で登場する。
以上のほか、特撮テレビ番組『ゴジラアイランド』にも登場する。

## 『フランケンシュタイン対地底怪獣』のバラゴン
地球の表面が寒冷化に伴って寒くなり、地底に寒さを逃れるために潜んでいたと推測される中生代の獰猛な性質の残忍凶暴な大型爬虫類が怪獣化したもの。普段は4足歩行で行動するが、戦闘時にはクマのように立ち上がる。地中からの敏捷な地遁の術により、フランケンシュタインを翻弄する。左右の耳はフランケンシュタインと組み合った際には前方に閉じ、頭部を保護している。発光体があり明滅する角を持つが、嫌光性であるために普段は地底に棲息しており、地底で大部分を過ごしていたため、太陽光など外部から照らされる光に弱い。また、耳を伏せたり立てたりすることで相手を威嚇する。設定では放射能を噴出するとされているが、劇中では言及されていない。口から吐く赤い熱線（熱核光線）は、地底へ潜る際に崖に熱線で穴を空けており、地底での進行においても岩盤などを破壊して、移動用の坑道を作る際に利用していると推測される。
秋田の海底油田の地下から出現して日光白根山付近のロッジを襲撃し、逃げる人間や家畜をすべて食害するという獰猛性を見せる。石切集落や清水トンネルに出現した後、フランケンシュタインと富士山中腹の富士樹海で交戦し、首の骨を折られて死亡して地底に没する。
オリジナル公開版では、フランケンシュタインはバラゴンが地中を移動する際に掘削で生じた空洞によって起きた地盤沈下のため、その陥没に巻き込まれて生き埋めになり、絶命する。
- スーツアクターは中島春雄[出典 19]。従来の怪獣よりも動物的な動きとなっており、中島はトカゲなどのように肩を交互に前へ出して歩くことを意識したという[8]。中島は、自身の演技についていつも通り普通の怪獣の演技であったと述懐している[40]。土中から出現するシーンでは、中島が入った状態の着ぐるみを土に埋めており、エアホースで空気を送っていた[8][40]。
- 『フランケンシュタイン対地底怪獣』公開当時の宣材では「もぐらの親玉」とも称されており、これは後年にプレミアム バンダイからソフビ人形化された際にも用いられている[42]。予告編においては「地底の暴王」と評された。
- 木村武によって執筆された『フランケンシュタイン対ゴジラ』と題した検討用台本では、ラストシーン以外のストーリーはそのままに、ゴジラがバラゴンの役割として登場する予定だった[出典 20]。
- 従来の怪獣では示唆されるに留まっていた食人描写が明確に描かれた[8]。
- 劇場公開の前年に開業した東海道新幹線の「ひかり号」が劇中にも登場しており、バラゴンがこれを襲うイメージ写真も作られたが、こちらは劇中で描かれなかった。
- 口から吐く赤い熱線は作画合成で処理された。スチル写真では口から稲妻状の光線を吐いていた[41]。

造形
デザインは渡辺明、頭部造形は利光貞三、胴体は八木勘寿、八木康栄、背びれは村瀬継蔵による。
アメリカ側からの「ポストゴジラ」というオファーを受け、デザインされた。海外輸出を意識し、唐獅子をイメージしたとされる。
着ぐるみはウレタンやラテックスなどの素材の発達で、従来の怪獣のものより軽量化され、吊りのシーンでもワイヤーを使って少人数で引っ張り上げることが可能であった。尻尾でジャンプする場面などは、着ぐるみを吊り上げて撮影している。「抜け殻状態のバラゴンの着ぐるみを巨大化後のフランケンシュタインが担ぎ上げて振り回す」といったアクションスタイルは、翌年に円谷が手掛けた特撮テレビドラマ『ウルトラマン』（円谷特技プロダクション、TBS）で、主役ヒーロー「ウルトラマン」と怪獣の格闘の基礎パターンとなった。
額の一本角は村瀬によるポリ樹脂製であり、内部に仕込まれた電飾が発光する。リモコンで口が開閉するほか、塩化ビニール板のカバーで覆った眼球が中で左右に動く。この眼球の黒目を黄色い縁取りで囲み、中心に黄色い点が描き込まれているが、これは映画『怪獣大戦争』（1965年、本多猪四郎監督）のゴジラと同じ技法である。当初、耳は金網製であったが、折れやすいことから厚手の布で作り直された。口腔内は造形されていない。
人間が演じている都合上、四足歩行中は腰が高くなってしまうため、腰元を木で隠すなどの工夫がなされた。
崖から落ちるシーンに使用された3尺ほどのミニチュアは、後にデパートでの展示イベントを経て、『怪獣総進撃』で富士山の裾野のシーンに使用された。

着ぐるみの流用
本作品での着ぐるみは、映画撮影後に円谷プロに貸し出された。
高山良策によって頭部をすげ替えられ、胴体を傷つけないように布で覆ったうえでラテックスが塗られ、『ウルトラQ』のパゴスに改造された。
『ウルトラマン』では、佐々木明によって塗装が変更された後、新造形の頭部が取り付けられてネロンガに改造され、頭部を付け替えて黒い表皮で全身を覆ってからスポンジ製の棘を追加したマグラーへの改造を経てこの表皮と棘を取り去り、頭部を付け替えて襟巻きを着けてガボラに改造された。さらには再びネロンガに改造され、全国のアトラクション巡業に使われている。パゴス、ネロンガ、ガボラはバラゴンと同じく中島春雄がスーツアクターを務めた。
1968年に『怪獣総進撃』が製作される際には東宝へ返却され、再びバラゴンとして復元された。高山が胴体を布で覆っていたことが幸いし、酷使されたにもかかわらず胴体部の劣化は少なく済んでいる。
この着ぐるみは、1972年に講談社より発行された写真絵本『大怪獣ゴジラブック』の特写用に登場している。1988年に同社より発行された書籍『特撮ヒーロー大全集』ではこのバラゴンを「パゴスなどに改造されたのは別のもう一体」と解説しているが、村瀬は着ぐるみが複数存在したという説を否定している。
テレビ番組『ウルトラ怪獣大百科』では、バラゴンを含め、パゴス、ネロンガ、マグラー、ガボラを「これらの怪獣になんらかの関連性があるのではないか」という説を提唱している。

鳴き声
ネロンガは着ぐるみと同じく、鳴き声もバラゴンのものを使用している。

## 『怪獣総進撃』のバラゴン
怪獣ランドの平地に生息する怪獣として登場。性格は初代より温厚で、昼間も活動することができる。初代のように熱線を吐く能力があるかは不明。出現地点は天城→青木ヶ原。
基本は四足歩行だが、格闘時には立ち上がることもある。威嚇する際には耳のような頭部のヒレが立つ。手足の太短い指は3本となっている。
キラアク星人に操られるが、劇中での破壊シーンはない。エトワール凱旋門を破壊するシーンでは「地底怪獣が出現」、各地に怪獣が現れたことを伝えるラジオのニュースのシーンでは「パリにはバラゴン」という台詞がある。また、劇中では天城山の地底で確認されたと言及されている。
- 関連書籍などでは二代目バラゴンとも表記される[出典 36]。
- エトワール凱旋門を破壊するシーンは脚本ではバラゴンであったが[79]、耳が邪魔だったため、ゴロザウルスに変更された[出典 37][注釈 13]。天城山での台詞は、最終脚本までは「マグマ」だった[82]。資料によっては、地球連合軍の一員として富士のすそ野でキングギドラと戦ったと記述しているが[73][5]、実際には登場していない[77][75][注釈 14]。

造形
富士山麓への集結シーンでは、バランやマンダと共に小サイズのギニョールモデルが現れるが、キングギドラとの闘いには参加していない。
復元された着ぐるみは、怪獣ランドでの棲息描写にのみ使われている。頭部は新造で、耳の形と角の向きが違う。樹脂製の電飾が仕込まれた頭部は黄色く発光する。造形物は着ぐるみのほか、遠景用の人形が製作された。
ギニョールは、その後『ゴジラ対ヘドラ』のヘドラ飛行期の操演モデルの芯として用いられた。

## 『ゴジラ・モスラ・キングギドラ 大怪獣総攻撃』のバラゴン
護国三聖獣の1体で狛犬の基になったとされる「地の神・婆羅護吽」として登場する。表皮は赤く、「赤い怪獣」と呼ばれる。鳴き声が昭和版と異なる。「護国聖獣伝記」では実際より細く描かれている。相手に巨大な耳を立てて震わせて咆哮し、強く威嚇する。武器は鋭い牙による噛みつき攻撃や後ろ脚の脚力と敏捷な動きを活かしたジャンプ、地中を掘り進む硬い爪と角で、地底に潜行し、地中から奇襲をかける。初代のような熱線は吐いていない。
小さな頭部によって首が太く見え、頭頂部のトゲも角と同様の質感と色となった。歯も口に対して大きい。手足には初代にはない突起があるほか、背中の蛇腹の中央に初代にはないトゲの列がある。
無軌道な迷惑行動を繰り返す暴走族によって魂が封じていたと思われる石像が壊されたことで、妙高山の地底から目覚めて暴走族を生き埋めにし、大田切トンネルを崩落させ、本栖警察署付近から地上に現出し、日本を直線的に縦断して、箱根の大涌谷にてゴジラと対決する。ジャンプからの噛み付きや体当たりなどで奮戦するも、ゴジラの圧倒的なパワーや体格差などでおよばず、尻尾によってテレビ局のヘリに弾き飛ばされたことで激突して炎上し、続けて放たれた放射熱線を受けて爆死した。絶命後は横浜港にゆらぎとなって登場し、ゴジラ撃滅に協力する。
カップルからは目撃された際に「可愛い」と言われて記念写真を撮られる、ゴジラと対決中の光景を現場中継している報道ヘリコプターからはディレクターに「頑張れ、赤い怪獣」と応援される、同じくカメラマンに「撮るの辛い」と同情されるなど、ゴジラの悪役性を際立たせるための感情移入の対象として演出されている。それゆえ、ゴジラに追い詰められているシーンなどでは悲痛な表情が多く描かれている。また、出現当初は人々にゴジラと勘違いされるが、四足歩行と体色で誤解が解けた。
制作
企画段階ではバランやアンギラスとの3体で登場が予定されており、当時の設定ではアンギラスが氷結怪獣と設定されていたことから、バラゴンはこれと対になる炎の怪獣として赤いデザインとなった。製作の富山省吾や脚本を手掛けた横谷昌宏は、ネームバリューがあるアンギラスを残すことも考えていたが、やられ役にふさわしいとしてバラゴンが残されたことを証言している。怪獣変更前の検討稿では『ゴジラ×バラン・バラゴン・アンギラス 大怪獣総攻撃』、怪獣変更後の第2稿では『ゴジラ×モスラ・バラゴン・キングギドラ 大怪獣総攻撃』と、バラゴンもタイトルに名を連ねていた。また、検討稿ではバラゴンについて古代恐竜の生き残りに霊体の精神エネルギーが憑依したと推測するセリフも存在していた。
スーツアクターは太田理愛。太田は東宝怪獣映画初の女性スーツアクターである。小柄な女性が演じることにより、ゴジラとの圧倒的な体格差（約2倍の身長差）を視覚化することが表現された。演技指導においては、四足歩行時に膝を付かないことに注意が払われた。スーツ着用時のレオタードは、太田がヒーローショーで戦闘員用に使っていたものを用いている。

造型
造型は品田冬樹によるコーディネートのもと、開米プロダクション、頭部原型は吉田哲弥が担当。造型担当の品田によれば、準備期間が短かったためバラゴンを外注にし、ゴジラと並行して制作することとなった。
品田によるラフスケッチの段階から女性が着用することが想定されており、品田自身が太田の起用を決めたという。デザインは狛犬をモチーフとしている。
頭部はアップ用とアクション用の差し替え式となっている。頭部には目の可動ギミックがあり、背中にはバッテリーとモーターを内蔵している。目はゴジラの白目との対比として、瞳の色彩をリアルなものとしている。腕（前脚）は、先端が高下駄状になっており、後ろ脚と長さを合わせている。手を動かすシーンでは高下駄を外し、太田の手を入れて動かしている。
着ぐるみはメインより一回り大きいアップ用のものも製造され、初代同様に角が光るギミックも盛り込まれたアップ用頭部に差し替え可能となっていたが、劇中ではスーツごと未使用。こちらのスーツアクターは佐々木俊宜。
造形物はスーツのほかに、頭部のみのギニョールも用いられた。
スーツは、アップ用・アクション用・交換用掌などが2022年の時点で現存が確認されている。また品田が制作した企画時のイメージモデルはバランやアンギラスともども2022年時点でも現存しており、2018年12月19日から2019年1月27日まで日本工学院専門学校にて開催されたイベント「特撮のDNA -『ゴジラ』から『シン・ゴジラ』まで-」に、バランやアンギラスのイメージモデルとともに展示された。

撮影・演出
監督の金子修介は、身長差のある怪獣同士の戦いをやりたかったといい、小さい方を勝たせずに勝負にならない戦いとすることで、ゴジラの容赦のない残酷さを出している。脚本を手掛けた長谷川圭一は、最初にバラゴンの脅威を描くことで怪獣の怖さを感じさせながら、それすらゴジラよりも小さいということを見せることで相対的にゴジラの大きさや怖さを見せるのが本作品でのバラゴンの役割であった旨を述べている。特殊技術の神谷誠は、ゴジラの残酷さとの対比として、バラゴンは健気で可哀想に見えるよう演出したといい、ゴジラの重量感とバラゴンの軽快さも対比している。品田は、キングギドラがいるだけで画になるが動かすのが難しいのに対し、バラゴンは動かないと間が持たないと評している。撮影を担当した村川聡は、ゴジラを中心の画作りとすることで自然とバラゴンも収まったり、4足歩行であることからフレームに収めやすかったりするなど、バラゴンは撮りやすかったと述懐している。
ゴジラに噛みつくシーンでは、バラゴンの頭部だけをゴジラの腕に取り付けている。
トンネルでのバラゴンの初登場シーンでは、神谷ははっきりと姿を見せたくないと考え、土砂の量とバラゴンの見え方を調整して何度もテイクを重ねている。
バラゴンを実景に合成したシーンでは、バラゴンのみをグリーンバックで撮影するのではなく、周囲の森を一緒に撮影することで森の部分をつなぐことでうまく馴染むよう考慮している。
刑務所の穴からバラゴンの目が見えるシーンでは、セットの穴にスーツの目を合わせなければならなかったが、太田はスーツの頭部が自身の頭上に位置していたことから感覚がつかめず、タイミングを合わせられずに数十回撮り直すことになったという。
岩盤から出現するシーンはオープンセットで撮影されたが、太田によれば真夏で日射しが強かったためスーツの中はサウナ状態であったといい、溜まった汗が熱湯のようであったと述懐している。
太田はそれに並び辛かった撮影として、地面を潜るシーンを挙げている。この撮影では、尻尾を動かすために尻を振るのが難しく、同時に地面も実際に掘らねばならなかったが覗き穴や呼吸用の穴などから土などが入ってしまい、ゴーグルやマスクをしていても呼吸がほとんどできず、撮影後にはスーツの中は砂まみれになり、太田自身も全身真っ黒になっていたと述べている。

## 『ゴジラアイランド』のバラゴン
ゴジラアイランドの「バラゴンの家」に生息する怪獣。ゴロザウルスと絡むことが多く、カマキラスの言葉を真に受けてゴロザウルスと共に一時ザグレス側に寝返る。地中の穴を掘るのが得意で、よく食べ物を探している。バラゴンのこの穴掘りの行動が、終盤では事件のきっかけになる。「ラドンおんせん」はバラゴンが掘ったもの。また、物語終盤でムー帝国のタイムカプセルを掘り出す。大きさはゴジラとほぼ同じ。
「スペースゴジラの悪霊編」では、スペースゴジラに取り憑かれたゴジラと戦い、他の怪獣が瞬殺される中、組み合って戦い続ける健闘をみせた。「メカゴジラ編」では、ザグレスが乗っ取ったプロトモゲラに敗れた。「スペースゴジラの悪霊再び編」では、スペースゴジラの悪霊に取り憑かれたと互いに疑心暗鬼となったアンギラスと戦う。
- 造形物はバンダイのソフビ人形東宝怪獣シリーズ[134]。

## その他の作品に登場するバラゴン
- ウルトラシリーズ
  - 『ウルトラQ』に登場する古代怪獣ゴメスや、『ウルトラマンメビウス』に登場する宇宙凶険怪獣ケルビムのデザインイメージになっている。
  - 『帰ってきたウルトラマン』第24話では、バラゴンのソフビ人形が、少年が遊んでいた玩具として登場する。
  - 『ウルトラマンX』第1話では、冒頭にエトワール凱旋門を地底から出現したマグラーが破壊するが、これは『怪獣総進撃』で同所を破壊するはずだったバラゴンがゴロザウルスに変更されたことへのオマージュであり、バラゴンの着ぐるみを改造して『ウルトラマン』に登場したという経緯を持つマグラーに同じアングルで破壊させている。監督の田口清隆は当初、同じくバラゴンからの改造で『ウルトラマン』に登場したガボラを登場させようと構想していたが、スーツがなかったのでマグラーに変更された[135]。
- 映画
  - 『ゴジラ対ヘドラ』では、バラゴンのソフビ人形が矢野研の所持している玩具として登場する。
  - 『ゴジラ×メカゴジラ』（2002年）の背景設定として製作補の山中和史により執筆された「特生自衛隊前史」では、劇中世界の1965年にフランケンシュタインとともに出現し、フランケンシュタインによって倒されたとされる[136]。
  - 『パシフィック・リム: アップライジング』では、イェーガーが倒した怪獣のリストにバラゴンのほか、アンギラスのような個体、バラン、バトラ、ガイガン、ムートー、ガメラ、ヤンガリー、ギャオス、ギロン、ジャイガー、ジグラ、クローバーフィールドの怪獣が含まれている。
- 漫画
  - 『怪獣王ゴジラ』では、悪の科学者であるマッド鬼山が、かつてフランケンシュタインに倒されたバラゴンの体組織から製造・改造した怪獣シーバラゴンが登場する。
  - 『Dr.スランプ』では、「ばぶばぶセンベエの巻」にバラゴンが登場している。
  - 『ドラゴンボール』では、天下一武闘会編やレッドリボン軍編にバラゴンが登場している。
- アニメ
  - テレビアニメ「ゴジラ ザ・シリーズ」では、デザイン画は描かれていたが、本編には未登場となっている。
  - アニメ映画『GODZILLA』の前史を描いた小説『GODZILLA 怪獣黙示録』と小説『GODZILLA プロジェクト・メカゴジラ』では、複数の個体が登場。2030年後半に確認された2体目（バラゴンII）は太平洋でゴジラに襲われ、アンギラスIVやバランIIと共にロサンゼルスまで逃げてきたが、追いつかれて背中に放射熱線を浴びせられ、死亡した[137]。また、中国国内の地底にも別個体が生息しており、2043年から行われた「オペレーション・グレートウォール」の現場にて作業音で目覚めて工兵を襲っていたが、背中に吸着式地雷を仕掛けられて駆除された[138]。
- ゲーム
  - ファミリーコンピュータ用ソフト『ゴジラ』ではX星人の操る怪獣軍団の1匹として登場。四面から最終面まで登場するボスキャラクターである。普段は四足姿勢で行動しているが、側面を向いて咆哮している際や立ち上がって光線を撃っている際は無敵状態になるなど、特異な性能を持つ。
  - PlayStation 2用ソフト『ゴジラ怪獣大乱闘 地球最終決戦』では、素早い動きで敵怪獣を翻弄し、地中から奇襲をかける。武器は口から吐く火炎攻撃。他の怪獣より一回り小さく、投げ技が飛びかかりになるなど、かなり特殊なキャラクターである。